# Повернення Фантоцці
«Повернення Фантоцці» — фільм. Дітям рекомендується перегляд спільно з батьками. Сиквел фільму Фантоцці в раю.

## Сюжет
Фантоцці не може жити без пригод. В цій серії внучку Фантоцці викрадають, вимагаючи викуп, Фантоцці кидається на її пошуки; наговорює в сексі по телефону великі суми; синьора Сільвані хоче зробити пластичну операцію і під вигляд вагітної від нього, Фантоцці, вимагає гроші; бухгалтера сажають у в'язницю…

## У ролях
- Паоло Вілладжіо — Уго Фантоцці
- Мілена Вукотіч — Піна Фантоцці
- Жижи Редер — геометр Філліні
- Марія Крістіна Макка — Угіна
- Анна Маццамауро — синьорина Сільвані
- Паоло Паоліні — Мегадиректор
- Нері Паренті — ув'язнений

## Цікаві факти
- Згодом буде знятий ще один фільм-продовження про бухгалтера Уго Фантоцці.
- В одній з останніх сцен в раю зіграв Сільвіо Берлусконі.
- В цьому фільмі замість Плініо Фернандо, що знімався в усіх раніше знятих фільмах про Фантоцці, Угіну зіграла Марія Крістіна Макка.